# Pesa 730M
730M (PESA 730M) — тривагонний дизель-поїзд з гідравлічною передачею виробництва польської компанії «PESA Bydgoszcz SA». Випускався в двох варіантах — Для Білоруської залізниці, де отримав позначення ДП3 (рос. Дизель-Поезд, 3-й тип), та для Литовських залізниць (модифікація 730ML з зменшеною кількістю дверей) .

## Історія випуску та експлуатації

### 730M (ДП3)
В 2013 році Білоруська залізниця (БЧ) замовила компанії PESA виробництво і поставку нових трьохвагонних дизель-поїздів. На БЧ поїзда отримали позначення серії ДП3. В листопаді 2013 року був майже готовий перший поїзд. Роботи над ним завершилися в січні 2014 року; в цьому ж році цей склад (ДП3-001) прибув до Білорусі. Другий і третій поїзда були побудовані в березні 2014 року. Раніше (у 2011 році) керівництво БЧ закупило у PESA шість машинокомплектів для побудови автомотрис 620McB, які отримали на дорозі позначення ДП1.
Існує версія, згідно якої цифра 3 в позначенні поїзда вказує на число вагонів. Справа в тому, що одновагонный МВРС тієї ж фірми отримав в Білорусі позначення ДП1, а позначення ДП2 не присвоювалося. Проте джерел, здатних підтвердити цю версію, не виявлено.
Дизель-поїзда ДП3 є новою розробкою PESA Bydgoszcz SA, які були замовлені БЧ у відповідності з технічним завданням. Проведення коригування нормативної бази під цей рухомий склад не знадобилося.
Всі етапи проекту, включаючи проведення сертифікаційних випробувань і дослідної експлуатації, були реалізовані в заплановані терміни. Випробування нового дизель-поїзда здійснювалися підприємством ТОВ «Балтійський випробувальний центр» за участю PESA Bydgoszcz SA і БЧ на території Польщі і на залізниці в Білорусі. При проведенні цих випробувань було перевірено та опрацьовано більше 250 показників безпеки. Випробування закінчилися офіційною передачею сертифіката відповідності НБ ЖТ ЦТ 01-98 «Дизель-поїзда. Норми безпеки» на трехвагонные дизель-поїзда ДП3.
У травні 2014 року потяги введені в регулярну експлуатацію.
На початку 2016 року БЧ вирішила придбати у PESA ще вісім поїздів — чотири в 2016 і чотири в 2017 році. Станом на вересень 2016 року, з цієї партії виготовлено три потяги, які станом на цей час не були введені в експлуатацію.

### 730ML
Наприкінці 2015 року керівництво Литовських залізниць (LG) вирішило придбати нові дизель-поїзди для заміни застарілих важких ДР1 на міжрегіональному сполученні і замовило у PESA партію з семи поїздів PESA 730M. Поїзди для Литви конструктивно відрізнялися від базової моделі для Білорусі відсутністю лівих дверей з кожного боку у проміжного вагона із збільшенням у ньому за рахунок цього кількості сидячих місць на п'ять.
Також ці поїзди мали відмінну від білоруських сіро-червоне забарвлення, кольорове оформлення салону в темних сірих тонах і місця 1 класу. Ці потяги отримали позначення 730ML (L — Литва) і мали власну окрему від Білоруських поїздів нумерацію.
Перший поїзд 730ML-001 був доставлений 15 лютого 2016 року, в той же день відбулася його презентація на маршруті Вільнюс - Клайпеда, а регулярна експлуатація почалася з 9 червня того ж року. Станом на жовтень 2016 року виготовлено сім поїздів, з яких в експлуатації знаходяться шість.

## Загальні відомості
Дизель-поїзд 730M призначений для приміських та регіональних пасажирських перевезень на неелектрифікованих ділянках залізниць колії 1520 мм, обладнаних низькими платформами. Він має роздільний рівень підлоги в салоні з низькою підлогою посередині в зоні входу для зручності посадки пасажирів з низьких платформ. Існує дві модифікації — базова модель 730M для Білорусі з двома парами дверей з кожного боку у проміжного вагона і модель 730ML для Литви з однією парою дверей в проміжному вагоні.
Всього станом на листопад 2016 року було випущено 14 поїздів — сім моделі 730M (ДП3) для Білорусі і сім моделі 730ML для Литви.

### Композиція
Поїзд складається з трьох вагонів — двох головних моторних (Мг) і одного причіпного проміжного (Пп). Можлива експлуатація двох дизель-поїздів в одному складі по системі багатьох одиниць.

### Технічні характеристики
Основні параметри дизель-поїздів 730M:
- Розміри:
  - Довжина складу з 3 вагонів — 69 350 мм;
  - Ширина — 3 200 мм;
  - Висота — 4 500 мм;
- Габарит — 1-T;
- Діаметр коліс — 850 мм;
- Ширина колії — 1520 мм;
- Осьова формула:
  - моторного головного вагона — 20-2;
  - причіпного проміжного вагона - 2-2;
- Кількість дверей:
  - у головном вагоні — 2×1;
  - у проміжному вагоні 730M — 2×2;
  - у проміжному вагоні 730ML — 2×1;
- Робоча маса — 144 т;
- Конструкційна швидкість — 140 км/год;
- Середнє прискорення до 60 км/год — 0,49 м/c2;
- Кількість дизельних двигунів — 2 на склад;
- Номінальна потужність — 2×577 кВт (2×779 к.с.);
- Число сидячих місць:
  - у поїзді 730M — 157 (145 звичайних і 12 відкидних);
  - у поїзді 730ML — 162 (16 першого, 134 другого класу і 12 відкидних);
  - у вагоні Мг — 52;
  - у вагоні Пп 730M — 53 (41 звичайне і 12 відкидних);
  - у вагоні Пп 730ML — 58 (46 звичайних і 12 відкидних)

### Нумерація та маркування
Склади 730M і 730ML отримують нумерацію тризначного написання, починаючи з 001; кожна модель (на відміну від серії 620M) має свою окрему нумерацію. Позначення та номер поїзда спочатку наносилася на лобовій частини поїзда під склом вище рівня буферних ліхтарів у форматі 730M(L)-XXX (де XXX - номер поїзда). У білоруських поїздів крім основної маркування трохи нижче на рівні червоної смуги була також нанесено маркування з позначенням серії в межах БЧ і тим же номером у форматі ДП3-XXX, таким чином поїзда деякий час мали подвійне маркування, але згодом існувала спочатку заводське маркування 730M-XXX було замальовано. Аналогічна маркування наносилася і на бічних стінках вагонів без позначення номера вагона: у білоруських поїздів збоку також префіксом позначалося найменування дороги у форматі БЧ ДП3-XXX. Інформація про нумерацію окремих вагонів у складі поїздів на даний момент невідома.

## Конструкція
До послуг пасажирів представлені просторі салони; м'які крісла з індивідуальними регулюваннями положення спинки і підлокітників; знижений рівень підлоги (600 мм), що дозволяє швидко здійснювати посадку і висадку. Серед переваг поїзда — встановлена в кожному вагоні система кондиціонування повітря; пристрій теплових завіс вхідних дверей, що перешкоджає надходженню холодного повітря зовні і виходу теплого повітря з салонів. Двері в салон обладнані висувними сходинками. Для посадки і висадки пасажирів з обмеженими фізичними можливостями передбачені відкидні трапи. У поїзді встановлено два туалетних комплекси вакуумного типу, один з яких пристосований для пасажирів з обмеженими фізичними можливостями.

## Експлуатація
Основна інформація по експлуатації поїздів серії станом на листопад 2016 року наведена нижче в таблиці.